# Extreme weersomstandigheden van 535-536
De extreme weersomstandigheden van 535-536 waren de ernstigste en langdurigste kortetermijnperiode van afkoeling in het noordelijk halfrond in de laatste 2000 jaar. Deze extreme weersomstandigheden worden beschouwd als een vulkanische winter, een wijdverbreide atmosferische stofsluier door een grote vulkaanuitbarsting. De effecten hiervan waren verstrekkend. Weer dat niet bij het seizoen paste, leidde tot wereldwijde misoogsten en hongersnoden.

## Schriftelijke aanwijzingen
De Byzantijnse historicus Procopius schreef in 536 in zijn verslag over de oorlogen met de Vandalen: "Gedurende dit jaar trad er een meest gevreesd voorteken op. Want de zon gaf alleen licht zonder helderheid ... en het leek alsof de zon zich in een verduisterde toestand bevond, want de lichtstralen die zij verspreidde waren niet duidelijk."
De Gaelic Ierse Annalen bevatten de volgende bijdragen:
- "Een mislukte graanoogst in het jaar 536 n.Chr." – de annalen van Ulster.
- "Een mislukte graanoogst in de jaren 536-539 n.Chr." – de annalen van Inisfallen.

Verdere gerapporteerde verschijnselen door een aantal onafhankelijke contemporaine bronnen:
- lage temperaturen, zelfs sneeuw in de zomer (naar verluidt viel er in China sneeuw in augustus, waardoor de oogst moest worden uitgesteld),[6]
- misoogsten,[7]
- "een dichte, droge mist" in het Midden-Oosten, China en Europa,[6]
- droogte in Peru, die de Moche-cultuur trof.[6][8]

De Vikingen spraken honderden jaren later van de "fimbulwinter", de grootse winter. Die werd elders lange tijd als legendarisch beschouwd totdat vondsten deze verhalen leken te bevestigen.

## Wetenschappelijk bewijs voor een stofsluier
Boomring-analyse door dendrochronologist Mike Baillie van de Queen's Universiteit van Belfast, laat abnormaal weinig groei in de Ierse eik in 536 zien en een tweede scherpe daling in 542, na een eerder gedeeltelijk herstel. Vergelijkbare patronen worden in jaarringen van Zweden en Finland en in de Californische Sierra Nevada en in boomringen in de Chileense Fitzroya-bomen gerapporteerd. IJskernen uit zowel Groenland als Antarctica tonen substantiële sulfaatafzettingen rond 533-534 ± 2 jaar aan, bewijs van een wereldwijde zure stofsluier.

## Mogelijke verklaring
In 2010 presenteerden Robert Dull, John Southon en collega's aanwijzingen dat er een verband bestaat tussen de Tierra Blanca Joven-uitbarsting van de Ilopango-caldera in centraal El Salvador en de gebeurtenissen van 536 n.Chr. Hoewel eerder gepubliceerd C14-dateringsbewijs een leeftijd van 408-536 n.Chr (twee-sigma) gaf, werd er geen expliciet verband tussen de gebeurtenis uit 536 n.Chr. en de uitbarsting van de Ilopango gelegd tot er onderzoek plaatsvond aan Midden-Amerikaanse Pacifische mariene sedimentkernen door Steffen Kutterolf en collega's, die aantoonden dat de phreatoplinische Tierra Blanca Joven-uitbarsting veel groter was dan eerder werd gedacht.
Gedetailleerde AMS C14-datering van de successievelijke groeistappen van een enkele boom die door een TBJ-pyroclastische stroom dood ging, ondersteunt een sterfdatum voor de boom van 535 n.Chr. Een conservatieve berekening geeft een bulktefravolume voor de TBJ-gebeurtenis van ongeveer 84 km³, wat wijst op een grote VEI 6+ gebeurtenis en een magnitude van 6,9. De resultaten suggereren dat de grootte, reikwijdte en ouderdom van de Ilopango TBJ-uitbarsting in overeenstemming is met de ijskern sulfaat-meetresultaten van Larsen e.a. 2008.
In 2018 maakte de historicus Michael McCormick van de Harvard Universiteit bekend dat de afkoeling is veroorzaakt door vulkanische activiteit op IJsland. Boringen in Zwitserland zouden daarvoor bewijs hebben geleverd.

## Voetnoten
1. ↑  Ochoa, George; Jennifer Hoffman; Tina Tin (2005). Climate: the force that shapes our world and the future of life on earth. Rodale, Emmaus, PA. ISBN 1-59486-288-5., geeft dit citaat: "De zon gaf licht, maar zonder helderheid, zoals de maan gedurende het hele jaar, en het leek wel of de zon verduisterd was".
2. ↑  (en)  Procopius, History of the Wars, Books III and IV: The Vandalic War, Dewing H.B., ISBN 1434605507.
3. ↑  Gaelic Ierse annalen vertalingen. Gearchiveerd op 29 maart 2017.
4. ↑  Documenten van Ierland
5. ↑  De Annalen van de vier meesters. Gearchiveerd op 14 december 2016.
6. 1 2 3  Ochoa, George; Jennifer Hoffman; Tina Tin (2005). Climate: the force that shapes our world and the future of life on earth. Rodale, Emmaus, PA, 71. ISBN 1-59486-288-5..
7. ↑   Rosen, William (2007). Justinian's flea: Plague, Empire and the Birth of Europe. Jonathan Cape, London. ISBN 0-224-07369-9..
8. ↑   Keys, David Patrick (2000). Catastrophe: an investigation into the origins of the modern world. Ballantine Pub, New York. ISBN 0-345-40876-4..
9. ↑  https://historianet.nl/beschavingen/vikingen/fimbulwinter-gebaseerd-op-echte-gebeurtenissen
10. ↑  The Holocene 1994, figuur 3, pagina 215 "Dendrochronology, the AD536 dust-veil event", (Dendrochronologie, de stof-sluier gebeurtenis van 536 n.Chr.).
11. ↑  (en)  Dull, R., J.R. Southon, S. Kutterolf, A. Freundt, D. Wahl, P. Sheets (13–17 December. 2010). Did the TBJ Ilopango eruption cause the AD 536 event?. AGU Fall Meeting Abstracts.
12. ↑  Dull, R.A., Southon, J.R. & Sheets, P. (2001). Volcanism, ecology and culture: a reassessment of the Volcán Ilopango TBJ eruption in the southern Maya realm. Latin American Antiquity 12 (1): 25–44. DOI: 10.2307/971755.
13. ↑  Kutterolf, S. A. Freundt, and W. Peréz (2008). Pacific offshore record of plinian arc volcanism in Central America: 2. Tephra volumes and erupted masses. Geochemistry Geophysics Geosystems 9, Q02S02 (2). DOI: 10.1029/2007GC001791.
14. ↑  Science: Why 536 was ‘the worst year to be alive’. Gearchiveerd op 29 augustus 2021.